# Амфиполис (дим)
Амфи́полис (греч. Δήμος Αμφίπολης) — община (дим) в Греции. Расположен в долине Стримона (Струмы), у подножия Пангеона, на побережье залива Орфанос (Стримоникос). Входит в периферийную единицу Сере в периферии Центральная Македония. Население 9182 жителя по переписи 2011 года. Площадь 411,773 квадратного километра. Плотность 22,3 человека на квадратный километр. Административный центр — Родоливос. Димархом на местных выборах 2014 года избран Констандинос Мелитос (Κωνσταντίνος Μελίτος).
Создана в 1997 году (ΦΕΚ 244Α). Названа по имени древнего города. В 2010 году (ΦΕΚ 87Α) по программе «Калликратис» к общине Амфиполис присоединены упразднённые общины Кормиста, Проти и Родоливос.

## Административное деление

Административное деление общины:
1 — Родоливос
2 — слева направо: Амфиполис, Проти, Кормиста

Община (дим) Амфиполис делится на 4 общинные единицы.